# Martell (koniak)
Martell to jeden z najstarszych domów koniaku. Założony w 1715 r. przez Jeana Martella (1694-1753), dziś stanowi część spółki Martell Mumm Perrier-Jouët należącej do francuskiej grupy Pernod-Ricard.

## Historia
W 1715 r. Jean Martell, młody kupiec z Jersey, stworzył swoją własne przedsiębiorstwo handlowe w mieście Cognac, nad brzegami rzeki Charente. W ten sposób powstał jeden z pierwszych na świecie domów koniaku. Po śmierci Martella w 1753 r. jego żona, a następnie dwóch synów oraz wnuk kontynuowali tradycję i rozwinęli gałąź eksportową przedsiębiorstwa, czyniąc z koniaków Martell najważniejszą markę branży w Anglii w roku 1814.
W 1831 r. przedsiębiorstwo Martell opracowało swój pierwszy koniak klasy VSOP (Very Superior Old Pale), kontynuując ekspansję na rynku międzynarodowym. Jej sława rozeszła się po całym świecie, o czym świadczy początek eksportu do Japonii i do innych krajów azjatyckich, m.in. Indonezji, Wietnamu, Malezji i Korei.

Trunki Martell serwowano na pokładzie Queen Mary w 1936 r. i na pokładzie Concorde’a w 1977 r.
W roku 1987 kontrolę nad francuskim wytwórcą przejęło przedsiębiorstwo Seagram za sumę 1,2 mld USD.
W 2001 r. właścicielem Martella stała się francuska grupa Pernod Ricard po przejęciu części biznesu alkoholowego Grupy Seagram.
Na początku XXI wieku marka Martell opracowała następujące nowe odmiany koniaku: „Martell XO” (2005 r.) oraz „Martell Création Grand Extra” (2007 r.), którego butelka jest dziełem artysty i projektanta wyrobów ze szkła Serge’a Mansau. W roku 2009 Martell wprowadził na rynek swój autorski koniak: „L'Or de Jean Martell”. W 2011 r. do najbardziej prestiżowych trunków Martell dołączył wyjątkowy koniak „Martell Chanteloup Perspective”, stanowiący hołd oddany fachowej wiedzy mistrzów piwnicy oraz posiadłości Domaine de Chanteloup. W roku 2006 marka Martell przystąpiła do Comité Colbert, stowarzyszenia, które promuje luksusowe francuskie wytwórnie trunków w skali światowej.

## Tajniki wiedzy specjalistycznej

### Les Borderies
Tereny regionu Les Borderies tworzą tzw. cru (obszar upraw), które jest uznawane za najbardziej prestiżowe w regionie Cognac ze względu na swoją niepowtarzalność oraz wysoką jakość wytwarzanej tam esencji wina, czyli eaux-de-vie. Zakładając swoją firmę, Jean Martell już interesował się rejonem Les Borderies. Winogrona Ugni Blanc nadają tamtejszym koniakom aromatyczną głębię, podkreśloną nutami kandyzowanych owoców i słodkich przypraw.

### Destylacja
Firma Martell opracowała swoją własną metodę destylacji z zastosowaniem tradycyjnych miedzianych alembików używanych w regionie Charentes. Pod nadzorem mistrza piwnicy wykorzystuje się techniki i fachowe metody przekazywane potomnym od czasów Jeana Martella.

### Leżakowanie
W ostatnim stadium dojrzewania stosuje się w Martell beczki z drewna dębowego o strukturze drobnoziarnistej. Gdy proces dojrzewania dobiega końca, eaux-de-vie są testowane pod czujnym okiem mistrza piwnicy przed przystąpieniem do kupażu, w wyniku którego powstanie sam koniak.

## Produkty
Martell używa winogron z następujących cru regionu Cognac: Les Borderies, Grande Champagne, Petite Champagne oraz Fins Bois.

### Martell VS
Koniak Martell VS (Very Special), stworzony ponad 150 lat temu [dokładna data niepewna] pod nazwą „Trois Étoiles” (Trzy Gwiazdy), powinien być podawany jako long drink lub w formie koktajlu.

### Martell VSOP
Martell VSOP Médaillon (Very Superior Old Pale) to koniak będący mieszaniną długo leżakujących eaux-de-vie pochodzących z najlepszych cru w regionie Cognac.

### Martell Noblige
Długo leżakujące eaux-de-vie, z których składa się koniak Martell Noblige nadają mu jego charakterystyczny smak. Cechami charakterystycznymi tego wyjątkowego koniaku są subtelność i wyrafinowanie.

### Martell Cordon Bleu
Koniak Martell Cordon Bleu został opracowany przez Edouarda Martella w 1912 r. Charakteryzuje go bukiet smakowy z nutami kandyzowanych owoców oraz piernika.

### Martell XO
Martell XO to mieszanina cru z Les Borderies i Grande Champagne. Charakteryzuje go butelka w kształcie łuku triumfalnego.

### Martell Chanteloup
Perspective Martell Chanteloup to koniak „Extra”, łączący eaux-de-vie, z których wiele całymi latami dojrzewa w piwnicach Chanteloup.

### Martell Création Grand Extra
Martell Création Grand Extra to mieszanka cru z Les Borderies i Grande Champagne.

### Martell Cohiba
Martell Cohiba stanowi mieszaninę długo leżakujących eaux-de-vie pochodzących ze słynnego z produkcji koniaków rejonu Grande Champagne. Charakteryzuje się nutami suszonych kwiatów.

### L’Or de Jean Martell
L’Or de Jean Martell to mieszanka cru z Les Borderies i Grande Champagne. Koniak ten łączy w sobie ponad czterysta eaux-de-vie, które częstokroć liczą sobie ponad sto lat.